# Rioverde (San Luis Potosí)
Rioverde es una ciudad del estado mexicano de San Luis Potosí, cabecera del Municipio de Rioverde. Es el centro agrícola, económico, turístico y demográfico más importante de la Zona Media. Se encuentra en el centro del estado y es considerada una localidad de constante movimiento. Su cercanía con Ciudad Fernández, convierte a esta ciudad en un área metropolitana, cuya población se estima en 139 576 habitantes. Convirtiéndose en la tercera ciudad más grande del Estado.

## Comunicaciones
Se llega a Rioverde por la carretera 70 (Tampico-Sánchez Román) de San Luis Potosí a Ciudad Valles, o también por la Supercarretera San Luis-Rioverde de más de 12 metros y 4 carriles para facilitar tanto el trayecto a San Luis Potosí, Zacatecas, Durango, Mazatlán y Tampico que por lo tanto también se unirá con Aguascalientes, Tepic y San Blas, como a la Sierra Gorda Queretana y El Bajío.
Igualmente, multitud de caminos vecinales antiguos recorren las serranías, algunos manteniéndose todavía en uso, como el camino de las Minas, que lleva desde la comunidad de Plazuela hasta Xichú, Guanajuato, pasando por las viejas Minas del Realito, donde se construyó una importante presa, del mismo nombre.
Actualmente cuenta con servicio de correo y paquetería, tres canales de televisión locales 21-Telesistemas, canal 6 y canal 12-CABLERV (CNL TELEVISION), 5 canales de televisión abierta radiodifundidos y una radiodifusoras con dos sintonías (880 AM y 650 AM), cuenta también con tres empresas de telefonía móvil, telefonía para hogar e internet, además de un periódico local "Zona Media" y una revista impresa de sociedad "Magazine".

## Población
La población total del municipio es de 94,191 habitantes. La Ciudad de Rioverde es un Área Metropolitana, compuesta por los municipios de Rioverde y Ciudad Fernández, cuya población total es de 139.576 habitantes(censo INEGI 2010). Siendo la tercera conurbación más importante y poblada del estado, después de San Luis Potosí (1,165,379) y Ciudad Valles (176,956).

## Geografía
La cabecera municipal está situada a 130 km al este de la capital del estado, se encuentra a 998 m s. n. m., las coordenadas geográficas son 21° 55' 22 latitud Norte y 99° 59' 38 longitud Oeste. Su temperatura promedio anual es de 21 °C. Su extensión territorial es de 3242,9 km², su clima es semitropical.

## Historia
Fundada a principios del siglo XVII por monjes franciscanos que buscaban un sitio para los indígenas de Cd. Fernández, debido a la legislación de ese tiempo en la cual se establecía la separación de razas. Primero se estableció en el paraje conocido como "Santa Elena", una pequeña colina a varios kilómetros del pueblo español, para después desplazarse medio kilómetro al este. El sitio conocido como "El Palmar", el cual sí estaba irrigado y contaba con pozo, que fue donde se construyó la misión, fundada por el fraile Juan Bautista de Mollinedo, de hábito franciscano, el 1 de julio de 1617.
El sistema de haciendas, base del sistema económico colonial, no tuvo éxito en sus inicios en el Valle del Río Verde, debido a la hostilidad de los Pames Xi'oi contra los españoles que buscaban tomar sus tierras y se negaban a ser evangelizados y abandonar sus costumbres y comunidades (como La Manzanilla o Adjuntas) para ir a vivir como esclavos a las ciudades.
No fue sino hasta varias décadas después de la Guerra Chichimeca que los españoles, necesitados de mano de obra, decidieron traer indios Alaquines al valle para trabajar por ellos, además de intentar demostrar a los Xi'oi que la vida "civilizada" también era posible para los indígenas. En este tiempo se construyeron las "acequias" que hasta la fecha alimentan de agua fresca de la Media Luna los pozos, sembradíos y huertas que subsisten en medio de la ciudad. Algunas son superficiales, mientras que otras siguen corriendo por debajo de Rioverde, todas comparten las mismas especies animales endémicas de la Media Luna, como los peces plateados y las ranas marrón.
Durante la Independencia, la bandera insurgente fue promovida por Zenón Fernández, un criollo originario de la Villa del Dulce Nombre de Jesús (hoy Ciudad Fernández) siendo entonces cuando Rioverde comenzó a tomar mayor importancia que su ciudad hermana, al ser "La Villa" la ciudad de los españoles, mientras que Rioverde era la ciudad de los "mestizos e indios", por ende, más poblada.
Durante las guerras de Reforma (guerra de los Tres Años) Tomás Mejía (conservador) se enfrentó a Mariano Escobedo (liberal) derrotándolo después de un intenso bombardeo y varios asaltos a la iglesia de Santa Catarina (el Palmar). Tras entregar la espada en la Torre de la iglesia, Escobedo se dispuso a ser fusilado, recibiendo el indulto de Mejía, quien le respetaba como militar y tenía en estima desde la Intervención estadounidense en México.
Años después, tras la caída del Segundo Imperio, Escobedo quiso devolver la piedad en el Cerro de las Campanas en Querétaro, a lo que Mejía se negó, muriendo fusilado junto con Miguel Miramón y el Emperador Maximiliano de Habsburgo.

## Educación
Río Verde cuenta con todos los niveles desde preescolar hasta el superior, entre el nivel superior cuenta con Universidad Autónoma de San Luis Potosí campus Río Verde, además con el Instituto Tecnológico Superior de Río Verde, Universidad Justo Sierra, y la Escuela Normal Particular México, además en el municipio conurbado de Ciudad Fernández se encuentra el Instituto Liceo.

## Economía
Rioverde es un centro de comercio importante al que acuden los pobladores de comunidades circundantes pertenecientes a la región.
Agricultura
Se producen gran cantidad de productos agrícolas entre los que destacan: el maíz, frijol, jitomate, chile serrano, sorgo, mandarina, limón y naranja.
Ganadería
Dentro del ganado mayor se cuenta con la explotación del ganado bovino en sus modalidades de producción de carne y leche, existiendo en este municipio la pasteurizadora más grande del estado. En la zona del llano de Rioverde existe la cría de ganado caballar para la elaboración de alimentos pecuarios.
Dentro de las especies menores se explota la cría del borrego pelibuey y las avestruces, explotados tanto por carne como por peleteros y curtidores, en la Delegación de Pastora están asentadas importantes naves de cría de aves de corral. En muy menor cantidad, y básicamente para consumo local, el ganado porcino, ovino, cunicultura y piscicultura.
Industrial
El municipio carece de industria pesada pero se ha basado mucho a la industria ligera y alimentaria, también existen fábricas dedicadas a la fabricación de botas, huaraches, prendas de vestir. Existe el proyecto de crear una zona industrial, lo que favorecerá mucho a la economía de la región. En el año 2016 abrió la primera empresa industrial, Zoopas Industrias, de igual manera se encuentran asentadas en el municipio Pilgrim's, Pollos Querétaro, el Mega invernadero Santa Rita, Botanas Ric, Pasteurizadora San Juan, y otras más empresas de distribución.
Apicultura
Existe una Asociación de Apicultores que producen alrededor de 60 toneladas de miel principalmente de azahar de naranjo y mezquite, además de miel multifloral, que por sus características es muy apreciada por la comunidad europea, en especial por Alemania, destino al que se exporta el 80% de la producción.
Minería
En el municipio de Río Verde se cuenta con importantes yacimientos de fluorita, zinc, topacio.

## Turismo
La Laguna de la Media Luna es un sitio turístico localizado en el municipio. El nombre de Media Luna lo toma de la forma que tiene la laguna. Es de gran importancia turística, arqueológica y agrícola. La Media Luna es ideal para practicar la natación y el buceo, contando además, con una extensa área para acampar.
Mantiene una temperatura promedio de 28 °C, lo que la hace perfecta para actividades acuáticas. El cráter central, principal manantial de la laguna, cuenta con una profundidad de más de 50 metros, además de causar corrientes que socavaron el terreno próximo, creando cuevas subacuáticas explorables, tanto con equipos de buceo como solamente con un respirador y visor.
Actualmente es administrada por el Ejido del Jabalí, al ser parte del sistema de riego del Valle del Río Verde.
También se debe visitar la iglesia de Pastora, dedicada a la advocación mariana de la Divina Pastora, ubicada hacia el norte de la ciudad, es uno de los templos más antiguos del estado.
Además, la ciudad cuenta con un río a un costado de la ciudad (El Río Verde) donde se puede acudir a caminar, pasear o tener un buen día de campo.
Además de la Media Luna, existen varios sitios usados como balnearios, como El Presidio, los Anteojitos, Charco azul, y los canales de riego que de estos manantiales se derivan, algunos hechos a base de concreto (los más recientes) y otros aún a la manera tradicional (mampostería y estuco como contenedores).
Así mismo, las Grutas de la Catedral y del Ángel, con sus extravagantes formaciones naturales, son un enorme atractivo para los espeleólogos profesionales y aficionados por igual. Se localizan en las cercanías de San José de las Flores, a donde se llega por la carretera 70 Federal.
Existe un manantial denominado Los Peroles ubicado a 40 minutos de Río Verde, para llegar a él hay que tomar la Super carretera y en el km. 5 aproximadamente se encuentra una desviación al Ejido de San Francisco, de allí son 25 minutos para llegar al sitio. Los Peroles es un lugar con mucha tranquilidad y está rodeado de árboles conocidos como Sabinos (Ahuehuetes), este sitio lo administran ejidatarios de San Francisco. No es muy conocido ya que no se le ha dado mucha difusión por parte del Municipio de Río Verde como sitio turístico.
Dentro de la ciudad está el Museo de Historia Regional, donde se exhiben piezas arqueológicas de los Pames Xi'oi encontradas en el valle, junto a diversos artículos de personajes históricos. Se encuentra sobre la calle Matamoros, cerca de la antigua Estación de Trenes, donde ahora se localiza el Servicio Postal.
Existen las aguas termales en el ejido San Sebastián. Para llegar se toma la carrertera a San Ciro de Acosta, y como a 20 min de camino pasas San José y Agua Dulce, y a unos metros, está la entrada a San Sebastián, por camino de terracería son 12 km. Este centro turístico es administrado por ejidatarios.
La feria de Rioverde se lleva a cabo en el mes de noviembre en honor de su patrona Santa Catarina de Alejandría. Hay palenque de gallos, exposición agrícola, ganadera e industrial. Se contratan artistas que se pueden ver en el "Teatro del Pueblo" y juegos mecánicos para niños y adultos.

## Arqueología
Se han encontrado restos arqueológicos de origen huasteco, quienes se asentaron en la región antes de los ataques de las tribus chichimecas, tras los cuales se replegaron a la Zona Huasteca. Vestigios de esta cultura permanecieron dentro de la laguna de la Media Luna, donde fueron arrojados como tributo a los dioses.
Una vez retomada la paz, indígenas de origen Xi´oi (llamados otopame o pame por los aztecas) se trasladaron desde los actuales estados de Querétaro, Hidaldo y Estado de México a través de Jalpan y Xichú. Estas etnias se dedicaban principalmente al comercio y no desarrollaron la escritura, por lo que no se han encontrado restos arqueológicos.

## Personas destacadas
- Ana Bárbara: Cantante y actriz.
- Esmeralda Ugalde: Cantante y actriz, hermana de Ana Bárbara, ganadora de la Academia Bicentenario.
- Perfecto Amézquita Gutiérrez: Sacerdote católico.
- Juan Barragán Rodríguez: Militar de la Revolución mexicana

## Hermanamiento
La ciudad de Ríoverde está hermanada con 3 ciudades alrededor del mundo
- Campbell, California
- Dallas, Texas
- Ciudad Mante, Tamaulipas